# Tour La Marseillaise
Tour La Marseillaise ist der Name eines Wolkenkratzers in der Bürostadt Euroméditerranée in Marseille. Dieser Turm ist das zweithöchste Bürohochhaus der Stadt Marseille. Es wurde vom Architekten Jean Nouvel entworfen.
Mit einer Höhe von 136 m ist es der fünfthöchste Turm in Frankreich außerhalb des Großraums Paris nach den beiden Türmen von Lyon, dem Tour Incity (200 m), dem Tour Part-Dieu (165 m), dem Tour CMA CGM in Marseille (145 m) und der Tour Bretagne in Nantes.